# 로스코 아버클

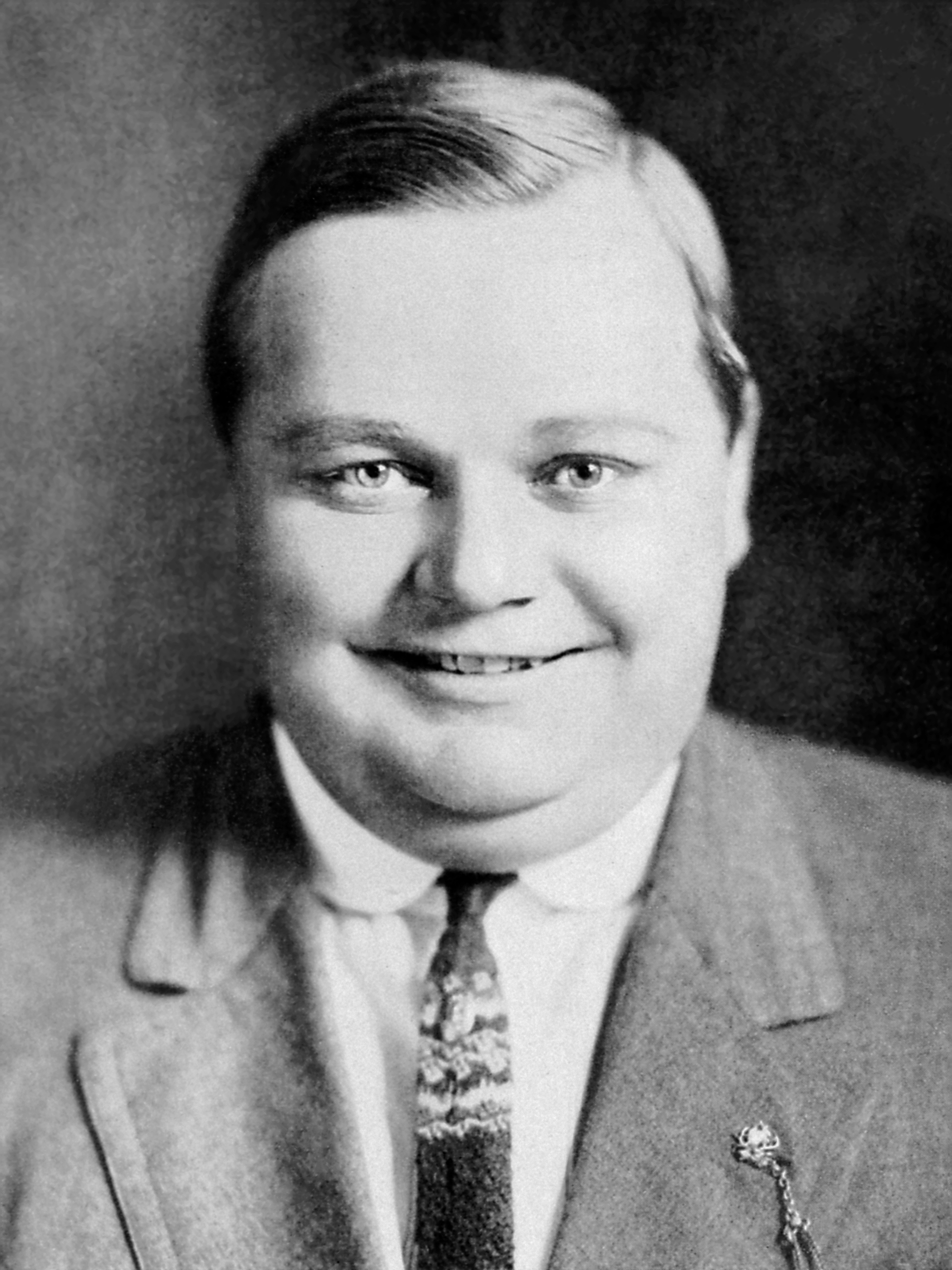

로스코 아버클(Roscoe Arbuckle, 1887년 3월 24일 ~ 1933년 6월 29일)는 미국의 희극 배우, 영화배우, 영화 감독, 각본가, 배우이다.
뉴욕에서 심근경색으로 숨졌다.

## 영화
- 뻐꾸기(1930년)
- 트래블링 세일즈맨(1921년) - 밥 블레이크 역
- 라이프 오브 더 파티(1920년)
- 백 스테이지(1919년)
- 요리사(1918년)
- 굿나잇, 너스!(1918년)
- 더 벨 보이(1918년)
- 더 러프 하우스(1917년)
- 오 닥터!(1917년)
- 히스 웨딩 나이트(1917년)
- 라운더스(1914년)
- 매스쿼레이더(1914년)
- 영화광(1914년)
- 찰리의 오락(1914년)
- 히스 페이버릿 패스타임(1914년)
- 녹아웃(1914년)
- 그의 새로운 일(1914년)